# Hoplonotus spiniferus
Hoplonotus spiniferus is een keversoort uit de familie boktorren (Cerambycidae). De wetenschappelijke naam van de soort is voor het eerst geldig gepubliceerd in 1851 door Blanchard in Gray.